# Magnus Carlson

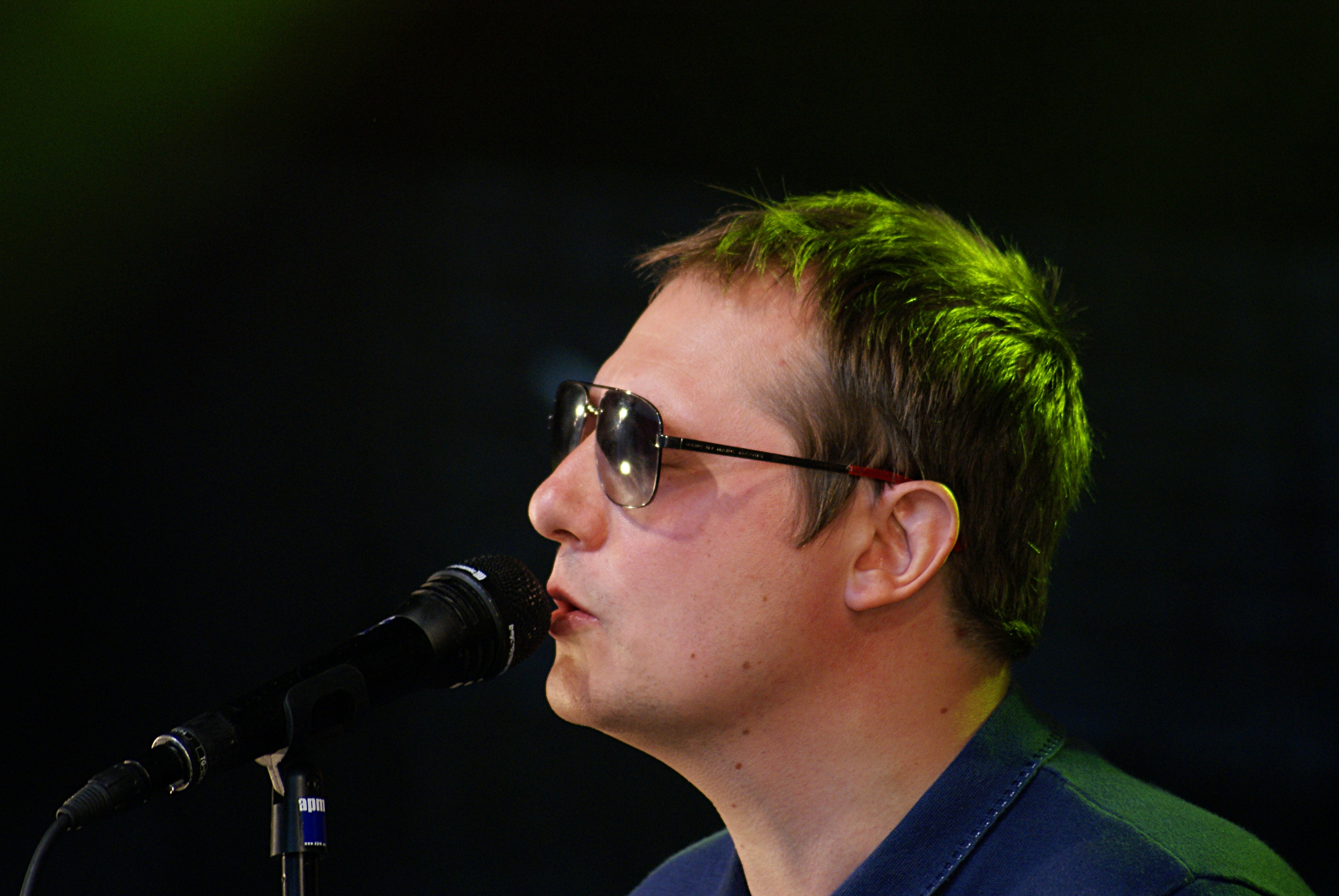
Magnus Carlson på Stockholms Kulturfestival 2010.

Anders Magnus Carlson, född Karlsson den 3 augusti 1968 i Nacka församling, Stockholms län, är en svensk sångare, kompositör och sångtextförfattare. Han är medlem i grupperna Weeping Willows och Tandem Sky. Han har även som soloartist gett ut ett par album och blivit uppmärksammad för låtarna "Jag ber dig" och "Elin" från albumet Ett kungarike för en kram samt låten "Det värsta av allt" från albumet Allt är bara du, du, du. Han har också sjungit duett med Sigge Hill på låten "Norra Kyrkogatan 35". Han hade även ett band som hette Magnus Carlson & The Moon Ray Quintet vilka har gett ut två cover-skivor. År 2010 medverkade han på Petters singel "Gör min dag" från albumet En räddare i nöden. Carlson har dessutom sjungit in reklamjinglar, bland annat för reklamnätverket Situation Bajen, och för Svenska Spel.
Carlson är ett stort fan av Morrissey och har bland annat låtit sig inspireras av dennes estetik.
Carlson hade även en roll i filmen Call Girl som Säpo-anställd.
År 2016 deltog Carlson i Så mycket bättre.
År 2018, samma dag som han fyllde 50 år, debuterade Carlsson som Sommarvärd i Sveriges Radio P1. Han ägnade sitt Sommar åt att söka svar från olika experter (forskaren Elin Röös, meteorologen och naturskadespecialisten Pär Holmgren, debattören och ordförande i företagsforumet Circular Sweden: Anders Wijkman och flera andra)  på frågorna som oroade honom allt mer: Vad händer med klimatet?
"Bara genom att leva i vårt samhälle, finns möjligheter att påverka och vissa saker som vi inte kan påverka. I mitt liv som sångare, turnerar jag runt om i Sverige och ibland utomlands. För mig har det blivit viktigt att försöka turnera så hållbart och klimatvänligt som möjligt”, säger han.

## Diskografi

### Album
- 1997 – Broken Promise Land (med Weeping Willows)
- 1999 – Endless Night (med Weeping Willows)
- 2002 – Into the Light (med Weeping Willows)
- 2001 – Allt är bara du, du, du
- 2003 – Ett kungarike för en kram
- 2004 – Presence (med Weeping Willows)
- 2005 – Singles Again (med Weeping Willows)
- 2007 – Fear & Love (med Weeping Willows)
- 2009 – Magnus Carlson & The Moon Ray Quintet
- 2010 – Echoes (med The Moon Ray Quintet)
- 2013 – Tandem Sky (med Tandem Sky)
- 2013 – Center Of The Universe (med Axwell) (Inspelad 2009)
- 2014 – The Time Has Come (med Weeping Willows)
- 2016 – Tomorrow Became Today (med Weeping Willows)
- 2017 – Den långa vägen hem
- 2018 – A Nordic Soul

## Filmografi
Filmer
- 2012 – Call Girl